# Dance Madness
Dance Madness is een Amerikaanse filmkomedie uit 1926 onder regie van Robert Z. Leonard. Destijds werd de film in Nederland uitgebracht onder de titel Danskoorts. De film is wellicht zoekgeraakt.

## Verhaal
Roger Halladay wordt verliefd op de danseres May. Ze gaan samen in Parijs wonen. Na een jaar wordt hij echter verliefd op de gemaskerde Russische danseres Valentina. May voelt aan dat er iets niet pluis is en ze brengt een bezoekje aan Valentina om een beroep te doen op haar eergevoel. Ze ontmoet er Valentina's man, haar oude dansleraar Strokoff. De drie besluiten samen plezier te maken op kosten van Roger.

## Rolverdeling
| Acteur          | Personage      |
| --------------- | -------------- |
| Conrad Nagel    | Roger Halladay |
| Claire Windsor  | May Anderson   |
| Douglas Gilmore | Bud            |
| Hedda Hopper    | Valentina      |
| Mario Carillo   | Strokoff       |